# Igor Cavalera
Igor Graziano Cavalera (Belo Horizonte, 4 september 1970) is een Braziliaanse musicus.
Cavalera was van 1984 tot juni 2006 de drummer van de Braziliaanse metalband Sepultura. Hij had deze band samen met zijn broer Max Cavalera opgericht. Deze verliet Sepultura in 1996, Igor verliet Sepultura tien jaar later eveneens. De broers gingen opnieuw gezamenlijk spelen in de band Cavalera Conspiracy.

## Biografie
Cavalera begon rond zijn zevende jaar met het spelen van drums. Hij werd beïnvloed door sambamuziek, maar begon na het kijken van een Queen concert in 1981 te luisteren naar rockmuziek. Toen Max en Igor Sepultura oprichtten waren ze nog maar 13 en 14 jaar oud. Sepultura werd sterk beïnvloed door klassieke metalbands als Black Sabbath, Iron Maiden, Metallica en Slayer.
De Cavalera broers richtten de band Sepultura op in 1984 samen met bassist Paulo Jr.. Later in 1986 kwam gitarist Andreas Kisser bij de band waarmee ze het album Schizophrenia opnamen. Later volgden de drie albums die door veel Sepultura-fans worden aangemerkt als het creatieve en muzikale toppunt van de band: Beneath The Remains (1989), Arise (1991) en Chaos A.D. (1993). Gedurende deze periode voegde Igor meer Braziliaanse stamelementen toe aan zijn drumstijl, die voorheen veel meer georiënteerd was geweest op de klassieke thrashmetal drumstijl. Mede door deze innovatieve drumpatronen werd Igor Cavalera gezien als een van de beste drummers in de metalmuziek.
In 1996 bracht Igor samen met Sepultura het album Roots uit, het best verkopende Sepultura-album tot nu toe. Achter de schermen broeide het echter in de band. Een conflict tussen zanger Max Cavalera en de andere bandleden leidde tot een breuk. Toen Max de band verliet in 1996 gingen Igor Cavalera, Andreas Kisser en Paulo Jr. verder met Derrick Green als zanger. Max Cavalera vormde daarop de band Soulfly. Het contact tussen Igor en Max werd verbroken, en zou tien jaar lang verbroken blijven. Igor nam met Derrick Green vier albums op: Against (1998), Nation (2001), Roorback (2003) en Dante XXI (2005).
In 2005 volgde een scheiding tussen Igor en zijn vrouw. Hij hertrouwde daarna en kreeg in 2006 een kind. Daarop wilde hij niet meer op tournee. In juni 2006 liet hij officieel weten Sepultura te verlaten. In augustus 2006 speelde Igor voor de eerste keer in 10 jaar tijd met zijn broer Max op het D-low festival. Hij drumde mee op de Sepultura-klassiekers "Roots Bloody Roots" en "Attitude".
In 2006, na de uitgave van het album Dante XXI, begon hij zijn naam te spellen als "Iggor".
Cavalera heeft gespeeld in de bands Nailbomb en Strife, en trad regelmatig op als gastdrummer. Toen de hiphopinvloed sterker werd, begon hij op te treden als DJ. Cavalera is onderdeel van het DJ duo Mixhell, een project dat hij samen met zijn vrouw Laima Leyton opzette.

## Persoonlijk leven
Igor Cavalera heeft 4 kinderen:
- Christian Bass Cavalera (geb. 7 november 1996)
- Raissa Bass Cavalera (geb. 26 april 2000)
- Iccaro Bass Cavalera (geb. 26 november 2002)
- Antonio Leyton Cavalera (geb. 15 januari 2006)

In 1995 startte hij het kledingmerk "Cavalera". Momenteel woont Cavalera in Londen.

## Stijl
Cavalera geeft aan dat drummers Roger Taylor, Bill Ward, Dave Lombardo, Stewart Copeland en Mike Bordin tot zijn grote invloeden behoren.
Op de eerste Sepultura albums was zijn drumstijl luid en snel zoals toen de norm gold voor de jaren 1980. Langzaam verfijnde hij zijn drumstijl en voegde er op latere albums, zoals Chaos A.D. en Roots, meer tribal elementen aan toe.
Gedurende zijn begincarrière stond Cavalera bekend als een 'hard-slaande' drummer. In latere jaren speelde hij met rechtop geplaatste toms en minder bekkens.

## Discografie

### Sepultura
- Morbid Visions (1986)
- Schizophrenia (1987)
- Beneath the Remains (1989)
- Arise (1991)
- Chaos A.D. (1993)
- Roots (1996)
- Against (1998)
- Nation (2001)
- Roorback (2003)
- Dante XXI (2006)

### Cavalera Conspiracy
- Inflikted (2008)
- Blunt Force Trauma (2011)
- Pandemonium (2014)
- Psychosis (2017)

### Gastoptredens
- Titãs - Domingo on "Brasileiro" (1995)
- From Deewee - Soulwax